# Münz-Kaserne (Koblenz)

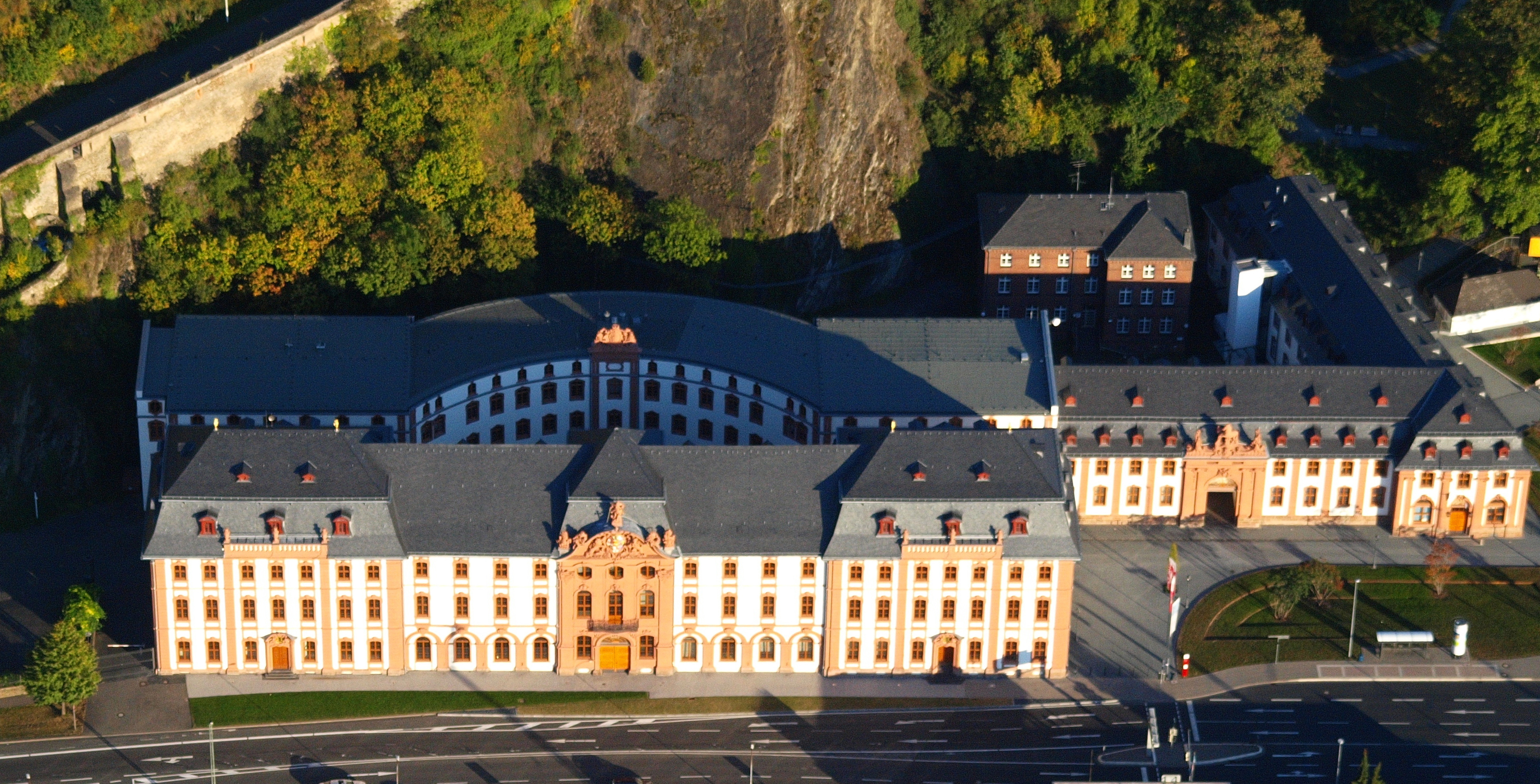
Luftbild der Münz-Kaserne, hinter dem Dikasterialgebäude der Krummstall und rechts davon der Marstall

Die Münz-Kaserne war eine Kaserne in Koblenz. Wegen ihrer Nutzung durch das 1. Rheinisches Train-Bataillon Nr. 8 ab 1859 wurde sie auch Train-Kaserne genannt. Zur Münz-Kaserne gehörten der Marstall und der Krummstall der ehemaligen Kurfürstlichen Residenz in Ehrenbreitstein.

## Geschichte
Nachdem 1801 mit dem Frieden von Lunéville die linksrheinischen Gebiete des untergegangenen Kurfürstentums Trier nun auch formell an Frankreich gefallen waren, erhielt 1803 das Herzogtum Nassau-Weilburg dessen rechtsrheinische Liegenschaften zugesprochen. Dieses übernahm die ehemaligen kurtrierischen Verwaltungs- und Stallgebäude am Fuße der zerstörten Festung Ehrenbreitstein und richtete in dem 1762 durch Johannes Seiz erbauten Marstall eine Münze ein, die der Kaserne später den Namen gab. 1815 besuchte der Herzog Friedrich August zusammen mit dem Fürsten Friedrich Wilhelm die Münze. Sie prägten noch eine Münzbesuchsmünze.
Mit der preußischen Machtübernahme 1815 begann die militärische Nutzung der Gebäude. Der zeitgleich mit dem Dikasterialgebäude erbaute Krummstall, ursprünglich ein eingeschossiges Stallgebäude und der eigentliche Marstall der Residenz, wurde fortan als Train-Depot und zur Unterbringung von Festungsartillerie-Einheiten und Handwerkern genutzt. Der südlich anschließende Marstall diente dem 2. Kommandanten der Festung Koblenz und Ehrenbreitstein und zuvor dem Ingenieur-Offizier und zeitweiligen Festungskommandanten Ernst Ludwig von Aster als Dienstwohnung, außerdem waren hier anfänglich Infanterieeinheiten untergebracht.
Ab 1859 nutzte das 1. Rheinische Train-Bataillon Nr. 8 die Münz-Kaserne, die zu diesem Zweck in den folgenden Jahren erweitert wurde. 1881 wurde der Krummstall um zwei Stockwerke erhöht. Mit der Erweiterung des Train-Bataillons um eine dritte Kompagnie wurden 1887  weitere Ausbauten nötig. So wurde der südlich vor dem Marstall gelegene Hafen aus kurtrierischer Zeit zugeschüttet, der gewonnene Platz diente zunächst als Exerzierplatz, bevor hier 1899 eine Reithalle für die Kaserne errichtet wurde (ab 1935 Tennishalle, 1937 abgerissen). Im Innenhof erhielt die Münz-Kaserne ebenfalls 1887 ein neues Gebäude für Küche, Kantine und Unteroffizierskasino. 1892/93 wurden zudem noch eine Schmiede (ehemals Hofstraße 278, 2000 abgerissen) und ein Krankenstall (ehemals Hofstr. 261a, 1944 zerstört, 1946/47 wieder aufgebaut, 2000 abgerissen) erbaut.
Da das Train-Bataillon vor dem Ersten Weltkrieg personell aufgestockt worden war, verließ es 1914 aus Platzgründen die Münz-Kaserne und bezog die neu erbaute Train-Kaserne in Koblenz-Lützel. Von 1919 bis 1922 war die Münz-Kaserne von Amerikanischen, danach von französischen Besatzungstruppen belegt, die dem Komplex den Namen Caserne Argonne oder Caserne Ecrite gaben.  Nach der Rheinlandbesetzung 1936 wurde die Kaserne nochmals für die Unterbringung u. a. des Wehrmeldeamts und des Wehrbezirks-Kommandos umgebaut. Heute ist in der ehemaligen Münz-Kaserne (heute Hofstraße 257b) der Landesbetrieb Liegenschafts- und Baubetreuung untergebracht.

## Denkmalschutz
Krummstall und Marstall sind geschützte Kulturdenkmale nach dem Denkmalschutzgesetz (DSchG) und in der Denkmalliste des Landes Rheinland-Pfalz eingetragen. Sie liegen in Koblenz-Ehrenbreitstein in der Denkmalzone ehemalige Kurfürstliche Residenz.
Seit 2002 sind der Krummstall und der Marstall Teil des UNESCO-Welterbes Oberes Mittelrheintal. Des Weiteren sind sie ein geschütztes Kulturgut nach der Haager Konvention und mit dem blau-weißen Schutzzeichen gekennzeichnet.